# Park Grabiszyński

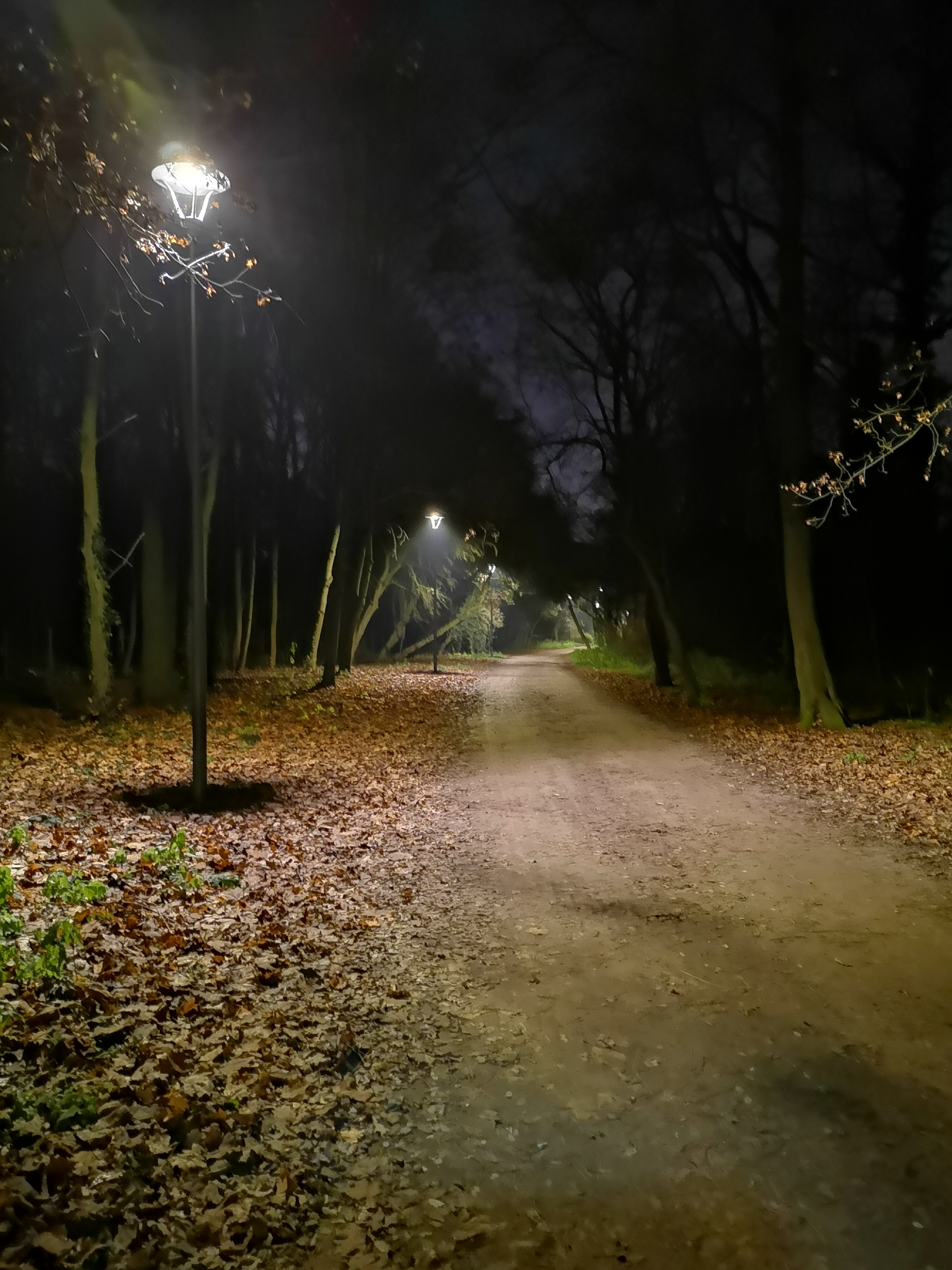
Park Grabiszyński nocą, jesień 2019.

Park Grabiszyński – park we Wrocławiu położony na osiedlu Grabiszyn-Grabiszynek. Nazwa parku została nadana § 1 pkt 12 uchwały nr LXXI/454/93 Rady Miejskiej Wrocławia z dnia 9 października 1993 w sprawie nazw parków i terenów leśnych istniejących we Wrocławiu. Pieczę nad Parkiem Grabiszyńskim sprawuje Zarząd Zieleni Miejskiej, podległy Departamentowi Architektury i Rozwoju Urzędu Miejskiego Wrocławia.

## Historia Parku
Park powstał na obszarze, który niegdyś stanowił cmentarz – Kommunal Friedhof in Gräbchen. W roku 1867 teren na wschód od Gräbschener Straße (dziś ul. Grabiszyńska), położony pomiędzy Kürassier Straße (obecnie Al. Hallera) a szkółką roślin położoną ok. 300 metrów na południe od Alei, przeznaczono na część I cmentarza komunalnego (Kommunal Friedhof in Gräbchen Teil I). W centralnej części cmentarza stała kaplica, wybudowana według projektu architekta Zimmermanna w stylu naśladującym renesans włoski. Ta część nekropolii wraz z kaplicą w 1945 została całkowicie zniszczona podczas oblężenia miasta. Nazywana była potem „Cmentarzem Grabiszyńskim I”, choć nie była w ogóle już użytkowana, a w 1963 roku ostatecznie ją zlikwidowano.
W roku 1881 utworzono drugą część tego cmentarza (Kommunal Friedhof in Gräbchen Teil II), zlokalizowaną po przeciwnej (zachodniej) stronie Gräbschener Straße. Obszar ten zachował swoją rolę do dzisiaj – jest to Cmentarz Grabiszyński (określany też niekiedy, ze względów historycznych, jako „Cmentarz Grabiszyński II”). Cmentarz Grabiszyński nie wchodzi w skład Parku, choć sąsiaduje z nim przez ulicę.
W roku 1916 rozpoczęto użytkowanie trzeciej części nekropolii (Kommunal Friedhof in Gräbchen Teil III, po wojnie nazywanej Cmentarzem Grabiszyńskim III), położonej po wschodniej stronie ulicy Grabiszyńskiej, na południowym skraju najstarszej części kompleksu cmentarnego (Cmentarza Grabiszyńskiego I), na południe od szkółki roślin. Centralny element cmentarza stanowiło krematorium wybudowane w 1926 r. według projektu Konwiarza. W 1927 r. w jednej z wolnych kwater na południowym skraju nekropolii urządzono, na wniosek i staraniem włoskiego rządu, Cmentarz Żołnierzy Włoskich, zmarłych w niewoli niemieckiej pod koniec I wojny światowej. W latach 1946–1949 obok nekropolii włoskiej urządzono Francuski cmentarz wojenny. Tereny Cmentarza Grabiszyńskiego III stanowią obecnie zasadniczą część Parku Grabiszyńskiego, a znajdujący się tu cmentarz żołnierzy włoskich wraz z niewielką kwaterą grobów dziecięcych znajdującą się przy pętli tramwajowej, stanowią jedyne zachowane elementy dawnej nekropolii; pozostałe części cmentarza położone na wschód od ul. Grabiszyńskiej przeznaczono do likwidacji w 1963 r.

## Stan aktualny
Obecnie po dawnej nekropolii pozostały niewielkie enklawy, zawierające kwatery pochowanych tu:
- dzieci polskich oraz niemieckich (pochówki z lat trzydziestych i czterdziestych XX wieku)
- żołnierzy włoskich z okresu I wojny światowej
- na południowym skraju parku pomiędzy drzewostanem parku a rzeką Ślęzą znajduje się Cmentarz Żołnierzy Polskich we Wrocławiu[6][7].

Park ma powierzchnię 48 ha i składa się z dwóch części: północnej – przy Alei Generała Józefa Hallera, oraz południowej – nad rzeką Ślęzą. Obie części rozdzielone są wydzielonym (zamkniętym) terenem zakładu zieleni. Łączy je na wschodzie aleja spacerowa i pas zadrzewień – Aleja Eugeniusza Romera. W południowej części park łączy się z pasem zieleni położonym wzdłuż Grabiszynki i ulicy Ślusarskiej, ciągnącym się aż do Małej Sobótki.
Park położony jest pomiędzy:
- na zachodzie – ulicą Grabiszyńską (po przeciwnej stronie tej ulicy znajduje się Cmentarz Grabiszyński)
- na północy – Aleją Generała Józefa Hallera
- na wschodzie – osiedlem domków jednorodzinnych – Grabiszynek.
- na południu – obszar parku ograniczają rzeka Ślęza i Grabiszynka[6][7].

Wśród atrakcji parku wymienia się:
- aleję lipową[4][5][7]
- place zabaw dla dzieci[4][5][7][12]
- siłownię
- ścieżkę zdrowia[4][5][7][12]
- polany nad rzeką Ślęzą[4][7][5][12]
- minipole golfowe[6][7]
- głazy[7]
- trasy rowerowe[5]
- górkę Skarbowców.

W obrębie parku, w południowej części, znajduje się Pomnik Wspólnej Pamięci.

## Ekosystem Parku Grabiszyńskiego
Park tworzy większy ekosystem wraz z rzeką, Cmentarzem Grabiszyńskim, Cmentarzem Żołnierzy Włoskich, ze wzgórzem, na którym położony jest Cmentarz Żołnierzy Polskich, ogródkami działkowymi oraz z Lasem Oporowskim. Na florę Parku, składają się – spośród drzew – najczęściej spotykane gatunki:
grab pospolity
dąb szypułkowy
lipa drobnolistna
klon pospolity,
a ponadto także m.in. lipa szerokolistna i lipa krymska.
W podszycie przeważają krzewy, głównie leszczyna pospolita i dereń świdwa, natomiast w runie występują takie rośliny zielne, jak:
kuklik pospolity
miodunka ćma
fiołek leśny
fiołek wonny
zawilec gajowy
gajowiec żółty
czosnek.
fauna Parku to owady oraz liczne gatunki ptaków, wśród nich m.in.:
sikora bogatka
sikora modraszka
dzięcioł zielony
kos
szpak
strzyżyk zwyczajny
kapturka
kowalik,
a spośród ssaków głównie wiewiórka pospolita, a także jeż, lis, kuna domowa, a niekiedy też dzik lub sarna.